# Rete tranviaria di Alessandria
La prima rete tranviaria a percorrere le strade della città fu quella a trazione a vapore che venne inaugurata nel 1880 quando venne accolta la domanda presentata nel 1876 per la costruzione di due linee interurbane (la Tranvia Alessandria-Casale Monferrato e la Tranvia Alessandria-Sale) e che vennero inaugurate lo stesso anno. Oltre alla stazione situata in Corso Crimea le due linee percorrevano diverse vie del centro con diverse fermate urbane (le attuali PIazza Garibaldi, Caserma Valfrè, Piazza Genova, Mercato Boario, Piazza Tanaro e Cittadella) su cui per alcuni anni funzionò anche un servizio tranviario a trazione ippica. La rete tranviaria urbana di Alessandria a trazione elettrica era la rete tranviaria che serviva la città di Alessandria. In esercizio dal 1913 al 1952 fu, oltre a quella di Torino, l'unica rete urbana del Piemonte.

## Storia

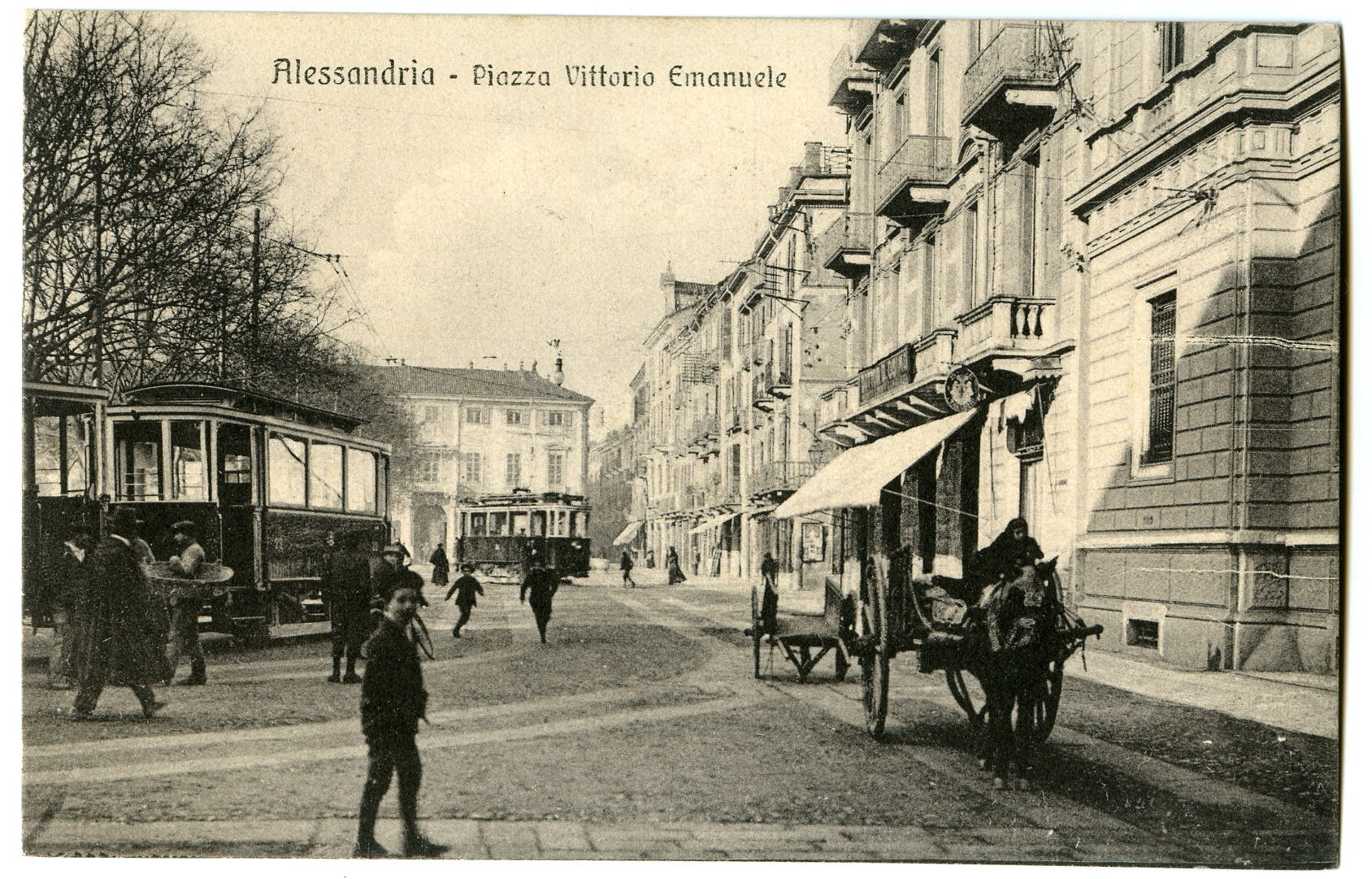
Piazza Vittorio Emanuele II

Il progetto all'origine della rete tranviaria cittadina fu presentato nel 1905 dallo studio genovese Virgilio-Saligeri-Zucchi; esso prevedeva la costruzione di una linea fra il sobborgo Cristo e il cimitero, lunga 5,15 km e una seconda dalla stazione ferroviaria alla Cittadella per altri 1,85 km con una diramazione di 1,2 km che avrebbe raggiunto la periferia orientale, verso Marengo.
Nel 1912 la Società Anonima Elettricità Alessandrina (SAEA), per iniziativa del proprio direttore ingegner Alessandro Cagnoli, presentò domanda per la costruzione e l'esercizio delle due linee tranviarie a trazione elettrica, da realizzarsi su un percorso parzialmente difforme da quello del progetto iniziale, stipulando la relativa convenzione con il comune di Alessandria. Ottenuta l'autorizzazione per due linee nell'aprile 1913, la rete tranviaria fu inaugurata il 7 dicembre 1913. Il prezzo di una corsa era di 10 centesimi, mentre corse popolari per i lavoratori, di primo mattino e nelle ore serali, avevano tariffa dimezzata.; da allora gli Alessandrini presero confidenza con il "Tulón", com'era affettuosamente chiamato il nuovo mezzo di trasporto.

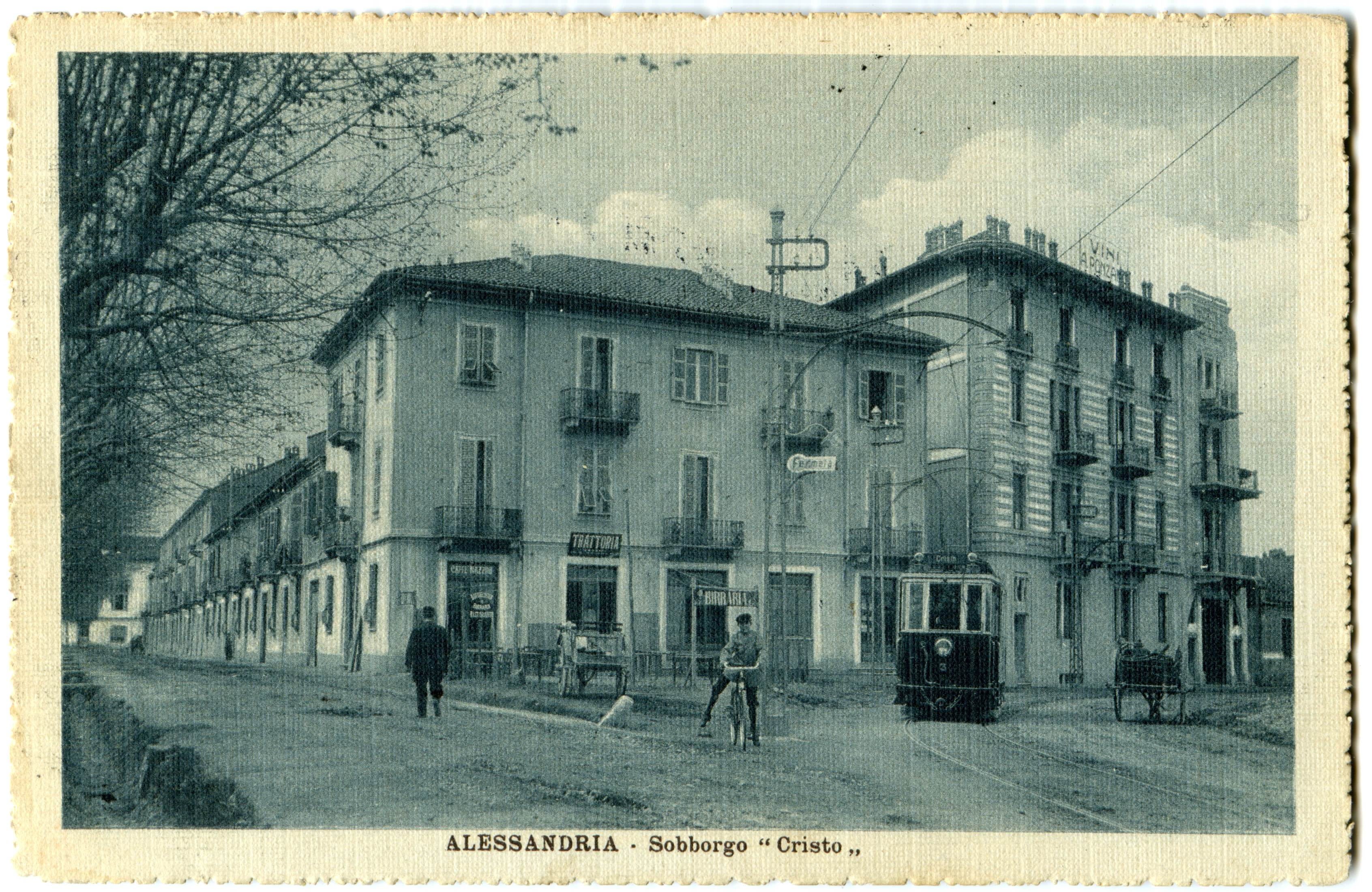
Quartiere Il Cristo

La società esercente, che prese il nome di Società Anonima Alessandrina Trasporti Elettricità (SATE), nel 1919 assunse altresì l'esercizio delle tranvie extraurbane a vapore. Negli anni seguenti, complice la crisi economica e il clima politico meno favorevole agli investimenti nel trasporto su ferro, non si riuscì a concretizzare i progetti di estensione della rete presentati nel 1919 e nel 1936; fu tuttavia prolungato il servizio serale dalle 22 fino alle 24. Frattanto la rete extraurbana veniva gradualmente smantellata: entro il 1934 furono soppresse le linee per Casale Monferrato e per Sale, così come la diramazione Spinetta-Mandrogne; nel 1935 fu la volta della linea SAMTF per Altavilla Monferrato.
Dopo la seconda guerra mondiale, per far fronte all'obsolescenza della rete, si progettò la sostituzione delle tranvie con una rete filoviaria, anche in vista della scadenza della concessione in capo alla SATE, che sarebbe scaduta il 16 settembre 1949.
Il servizio tranviario, che aveva accusato una diminuzione dei passeggeri dovuti anche all'aumento delle tariffe, cessò definitivamente il giorno 11 aprile 1952, contemporaneamente all'estensione della nuova rete filoviaria.

## Rete

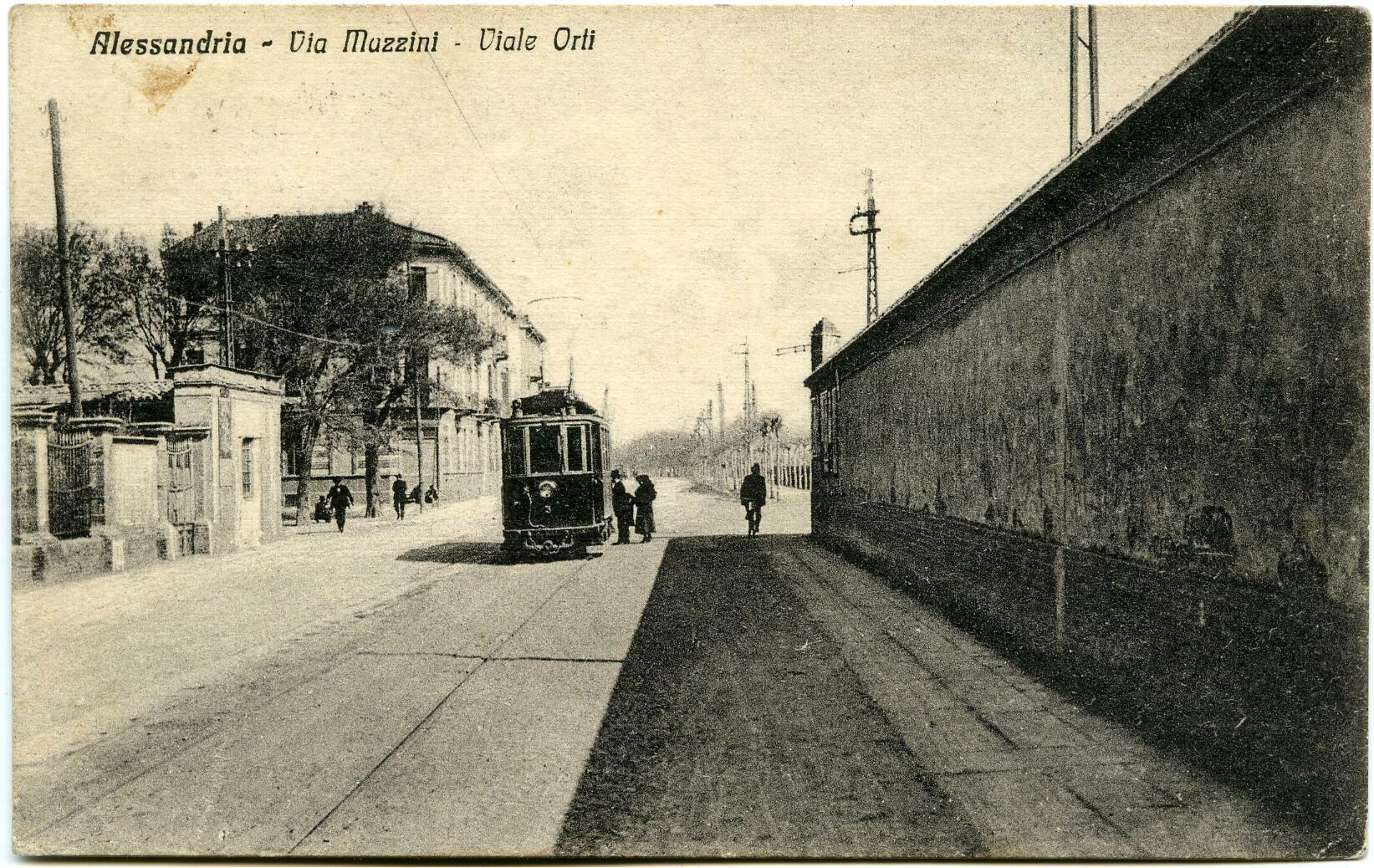
Tram in via Mazzini

La rete, a scartamento ordinario, alimentata con filo aereo alla tensione di 600 V c.c., misurava complessivamente 6,03 km ed era costituita di due linee:
- 1 Stazione ferroviaria - piazza Garibaldi - corso Roma - piazza Vittorio Emanuele - sobborgo Orti
- 2 piazza Vittorio Emanuele - via Cavour - piazza Garibaldi - sobborgo Cristo

Il percorso della linea 1, lasciata la stazione, interessava gli annessi giardini percorrendo corso Roma, via dei Martiri (al tempo denominata via Umberto I) e piazza Vittorio Emanuele (poi piazza della Libertà); da qui erano seguite Mazzini e Milite Ignoto fino alla Direzione d'Artiglieria, presso il sobborgo degli Orti; in quest'ultima tratta era ubicato il deposito-officina aziendale, nell'area in seguito occupata dall'ARFEA.
La linea 2, che originava da piazza Vittorio Emanuele, percorreva via Cavour e piazza Garibaldi fino a raggiungere il binario dell'altra linea, proseguiva su via Savona per poi scavalcare la ferrovia Alessandria-Savona proseguendo lungo corso Acqui fino alla piazza delle scuole, nel sobborgo Cristo.

## Materiale rotabile
Sulla rete alessandrina erano in servizio 10 elettromotrici di costruzione MAN, gemelle di quelle già fornite alla tranvie ferraresi e caratterizzate dal raffinato rivestimento della cassa con listelli di legno. Completavano la dotazione della società otto rimorchiate impiegate negli orari di punta.